# 傳新澳門協會
傳新澳門協會（葡萄牙語：Associação da Sinergia de Macau）是一個在2017年3月於澳門登記的議政社團，由前澳門工會聯合總會社會事務部副主任林宇滔、退休資深公務員韋浩風、前澳門日報採訪課副總主任甄慶悅和北區社區服務諮詢委員會副召集人何仲傳籌組建立。

## 創會動機
2017年2月5日下午，林宇滔、韋浩風、甄慶悅和何仲傳召開記者會，公開介紹正在籌組一個以關注民生、監督政府為目的的名為「傳新澳門協會」的新社團。召集人林宇滔表示，社團成員注意到澳門的社會氣氛偏向以直觀及感觀去討論社會議題，缺乏數據分析、研究及務實的討論，成立協會的目的是建立一個平臺，以新思維、理性及客觀的方式，深入討論社會議題，以務實解決民生問題，同時亦將密切監督政府，不會「只會罵」或沉默，又承諾會全面關注各類社會問題。他亦表示，從過去的社會爭議中感受到，各方偏向各有各說，欠缺坦承溝通。希望協會以此方法尋求溝通協商，提出務實建議，找出社會問題的出路及方向，從而達至公平、自由、正義的社會。

## 部分議政及主張

### 颱風天鴿
2017年8月吹襲澳門的颱風天鴿造成多人傷亡及嚴重破壞，當地基建被當地居民指不堪一擊，有聲音表示，澳門這個靠賭業起家的小城，表面風光，但一場風暴就原形畢露，亦有人指摘澳門氣象局通報機制遲緩，當香港天文台和中央氣象局在23日清早已不斷發報天鴿持續增強，又表明會考慮改發更高強風信號，然而澳門方面還在表示預料早上會維持8號風球，而香港已接運改發9號風球和10號颶風信號。
傳新澳門協會到澳門特別行政區政府總部遞信，以及遞交收集到11,593個聯署，認為當局在風災中沒有做好統籌協調的工作，未能讓救災力量得到最大發揮。促請政府成立由司法官參與的獨立調查委員會，全面檢視「天鴿」對本澳造成嚴重災害的原因以及民防、災害應變、訊息發佈、基礎建設等機制，並要求廉政公署按職權就「天鴿」或此前多次風災及惡劣天氣中，氣象局或相關領導層在預報上是否有盡責履責或失職的情況，認為有必要提起全面的紀律調查及檢視是否存在系統性的問題及疏性，並提出改善建議並落實。林宇滔亦指出，2011年底由政府成立的「內港區域水患整治研究的跨部門工作小組」並曾提出短期及長期內要完成能抵抗十年一遇及百年一遇的洪水，但最終沒有下文。他認為廉署應該調查這些跨部門機制及承諾是否有落實，當中是否存在跨部門工作沒有落實的情況，以及是否有官員需要負責。
天鴿亦造成政府公共停車場內近千輛汽車和摩托車遭水淹所毀，而澳門政府事後推出新車購買稅務優惠。傳新澳門協會理事長林宇滔對自由亞洲電台表示當局推出的措施反映了政府缺乏邏輯，只懂用錢解決問題: 「政府一定要你買一輛新的車，才可以享受退稅。我覺得這真的有點本末倒置，因為之前政府才用經濟手段去控車，但風災之後的補助措施，跟政府的大方向是背道而馳的。」又表示更大的問題是錢花了，但老百姓根本不滿意，澳門政府為颱風吹襲期間窗戶受破壞的住戶提供補助，補助維修費用，然而該計劃一定需要找人去維修，單據才能報銷，但是在風災過後，受害人很難找到師傅和維修材料。他指出一些獨居老人，老弱病殘，可能找不到人去維修。他認為，政府往往以為有錢就能解決問題，但最需要幫助的人群卻反而可能不能受惠，並表示一場風災使澳門不少社會問題曝光，認為更重要是盡快修改不清晰的法例，整頓有關部門，和檢討災難應變和善後機制。

### 世界遺產保育
2018年初，澳門政府就《澳門歷史城區保護及管理計劃》進行為期兩個月的公眾諮詢。傳新澳門協會針對《管理計劃》公開諮詢文本提出意見，包括「明確十一條景觀視廊具體保護及限高」、「主教山聖堂視廊應包括南西灣湖」、「明確職能及審批流程落實保育」、「跨部門推活化非只留門面」、「儘快交待文物建築普查清單及作評訂」。該協會認為，2018年已是澳門申遺成功13周年，《文化遺產保護法》生效四周年，儘管特區政府多次強調重視對世界遺產的保護，但法律明文規定的《管理計劃》到今天仍在公眾諮詢階段，反映出政府未有足夠的決心去保護世遺，又指出若非世界遺產中心要求澳門政府提交《管理計劃》，《管理計劃》不知道會被拖到甚麼時候才能得到落實。

### 立法會選舉
在2017年澳門立法會選舉中，標榜走全力支持政府的建制派與民主派之間的「第三條路」的林宇滔以「傳新力量」為名的組別首次競選直選議席，政綱的主要切入點是當地人最為關注的置業和交通問題。在政綱中也有對改變政制的論述，當中包括推動立法會選舉澳門人能「一人兩票」，一票投給直選候選人，另一票投給業界代表，即間選的當選人；另外也提倡逐步實現澳門行政長官普選。林宇滔說：「我們看到直選的結果，係有超過一半（2013年當選議員）都是屬於商界，或者有大資源的社團背景。大家以為增加直選議席可以選到一些資源背景沒那麼複雜的團體的人選，結果告訴你是相反。所以我們反而覺得間選應該要改良，包括界別的均衡……這個制度的改變應該是比純增加直選議席更符合澳門的長遠穩定，亦能夠回應民意。」
選舉結果中「傳新力量」取得7162票，排行第十六，高票落選。
2021年，「傳新力量」第二次參選立法會選舉，取得8,764票，成功取得一個議席。第一候選人林宇滔首次躋身議會。
2025年，「傳新力量」第三次參選立法會選舉，6名候選人林宇滔、甄慶悅、謝伊琪、蕭盈榮、陳俊明、張奕聰被國安委認定不擁護《基本法》、不效忠澳門特別行政區，選管會依照國安委審查結果取取消六人參選資格。

## 歷屆成員架構
傳新澳門協會第二屆理監事會（2020－2023）架構表：
- 會長：韋浩風
- 副會長：談詠之
- 理事長：林宇滔
- 副理事長：甄慶悅
- 秘書長：謝伊琪

2023年3月28日，會長韋浩風於個人社交平台宣佈卸任協會會長一職。
傳新澳門協會第二屆理監事會（2023－2026）架構表：

- 會長：甄慶悅
- 副會長：林宇滔、蕭盈榮
- 理事長：謝伊琪
- 副理事長：陳唯健、張奕聰
- 秘書長：鄧耀輝

## 外部連結
團體
- 傳新澳門協會官方網站 （页面存档备份，存于）
- 傳新澳門協會的Youtube頻道 （页面存档备份，存于）
- 傳新澳門協會的Facebook專頁 （页面存档备份，存于）
- 傳新澳門協會的Instagram

個人
- 林宇滔的Youtube頻道 （页面存档备份，存于）
- 林宇滔的Facebook專頁
- 林宇滔的Instagram
- 甄慶悅的Youtube頻道 （页面存档备份，存于）
- 甄慶悅的Facebook專頁